# باتری لیتیم آهن فسفات
باتری لیتیم آهن فسفات (به انگلیسی: Lithium iron phosphate battery یا lithium ferrophosphate battery) (مخفف انگلیسی: LFP battery) گونه‌ای از باتری‌های قابل شارژ هستند. این باتری‌ها که نوع خاصی از باتری لیتیم-یون است، دارای کاتدی از جنس لیتیم آهن فسفات است. همچنین این پیل الکتروشیمیایی می‌تواند ولتاژی تا حدود ۳٫۲ ولت را پشتیبانی کند.